# 16906 Giovannisilva
16906 Giovannisilva este un asteroid din centura principală de asteroizi.

## Descriere
16906 Giovannisilva este un asteroid din centura principală de asteroizi. A fost descoperit pe 18 februarie 1998 la Observatorul San Vittore din Bologna. Asteroidul prezintă o orbită caracterizată de o semiaxă mare de 2,98 ua, o excentricitate de 0,04 și o înclinație de 11,2° în raport cu ecliptica.